# لوزا
لوزا (بالروسية: Луза) هي إحدى مدن روسيا في الكيان الفدرالي الروسي كيروف أوبلاست.